# Университет ADA
Университет АДА (азерб. ADA Universiteti) — высшее учебное заведение Азербайджана.

## Общие сведения
Дипломатическая академия была создана 6 марта 2006 года  при Министерстве иностранных дел Азербайджана. 
13 января 2014 года на основе Дипломатической академии и Азербайджанского университета информационных технологий, который был создан в 2013 году, был создан Университет АДА.
7 февраля 2019 года  в устав университета АДА, утвержденный 8 июля 2014 года были внесены изменения, в результате которых Университет АДА стал государственным вузом.
В сентябре 2009 года в университете учреждена программа магистратуры.
В сентябре 2011 года учреждены программы бакалавриата.
4 сентября 2020 года состоялось открытие двух новых корпусов университета, один из которых предназначен для колледжа при университете для учеников X и XI классов.
В университете образование получают студенты из более 40 стран, таких как Афганистан, Пакистан, страны Центральной Азии, африканских стран. Часть иностранных студентов получают стипендии и пособия от государства. На январь 2018 года иностранные студенты составляли 10% (примерно 150 человек) из всех учащихся.
Университетом учреждена стипендия имени Лютфи Заде.
Ректором университета является Хафиз Пашаев.
27 ноября 2023 года совместно с Миланским техническим университетом в Шеки был открыт факультет дизайна и архитектуры университета. На факультете будут реализованы программы бакалавриата, магистратуры и сертификационные программы в области архитектуры, градостроительства, включая дизайн интерьера, коммуникационный дизайн, товарный дизайн, ландшафтный дизайн. Факультет открыт в историческом особняке Зульфугаровых.
В 2017 году была проведена аккредитация ВУЗа. 22 сентября 2017 года приказом №296 выдано государственное свидетельство об аккредитации сроком на 5 лет.  
23 января 2024 года университет получил сертификат об аккредитации Министерства науки и образования Азербайджана сроком на 5 лет.
На 2023 год в университете 5 факультетов, 23 кафедры. Университет осуществляет обучение по 12 специальностям бакалавриата и 12 специальностям магистратуры.
На 2023 год в университете обучались 2 769 студентов бакалавриата, 449 студентов магистратуры.
Профессорско-преподавательский состав университета насчитывает 115 преподавателей. 114 преподавателей работают в режиме замены и почасовом режиме.
Основной кампус университета расположен в Баку. Действуют кампусы в Газахе, Шеки, Гяндже. Также действует Вашингтон-центр университета в Вашингтоне.
На ноябрь 2023 года университет окончили 3 292 выпускника.

## Школы
В 2019 году открыта школа АДА для X и XI классов. В Х классе образование ведётся на азербайджанском и английском языках, в ХI классе — только на английском языке.
При университете действуют школа международных отношений, школа бизнеса, школа информационных технологий и инженерного дела, юридическая школа, школа сельскохозяйственных и пищевых наук, школа дизайна и архитектуры.

## Инфраструктура
Библиотека университета насчитывает 120 000 экземпляров книг, в том числе в цифровом формате.

## Международные отношения
С 2012 года Академия сотрудничает с Маастрихтской школой менеджмента Нидерландов. В 2013 года академия и Школа менеджмента представили совместную программу по управлению бизнесом «Executive MBA».